# Штольтебюлль
Штольтебюлль (нем. Stoltebüll) — община в Германии, в земле Шлезвиг-Гольштейн. 
Входит в состав района Шлезвиг-Фленсбург. Подчиняется управлению Гельтинг.  Население составляет 832 человека (на 31 декабря 2010 года). Занимает площадь 16,4 км².
В 2003 году здесь реконструировали древнегерманское место сборов тинг, сложенный из эрратически валунов.

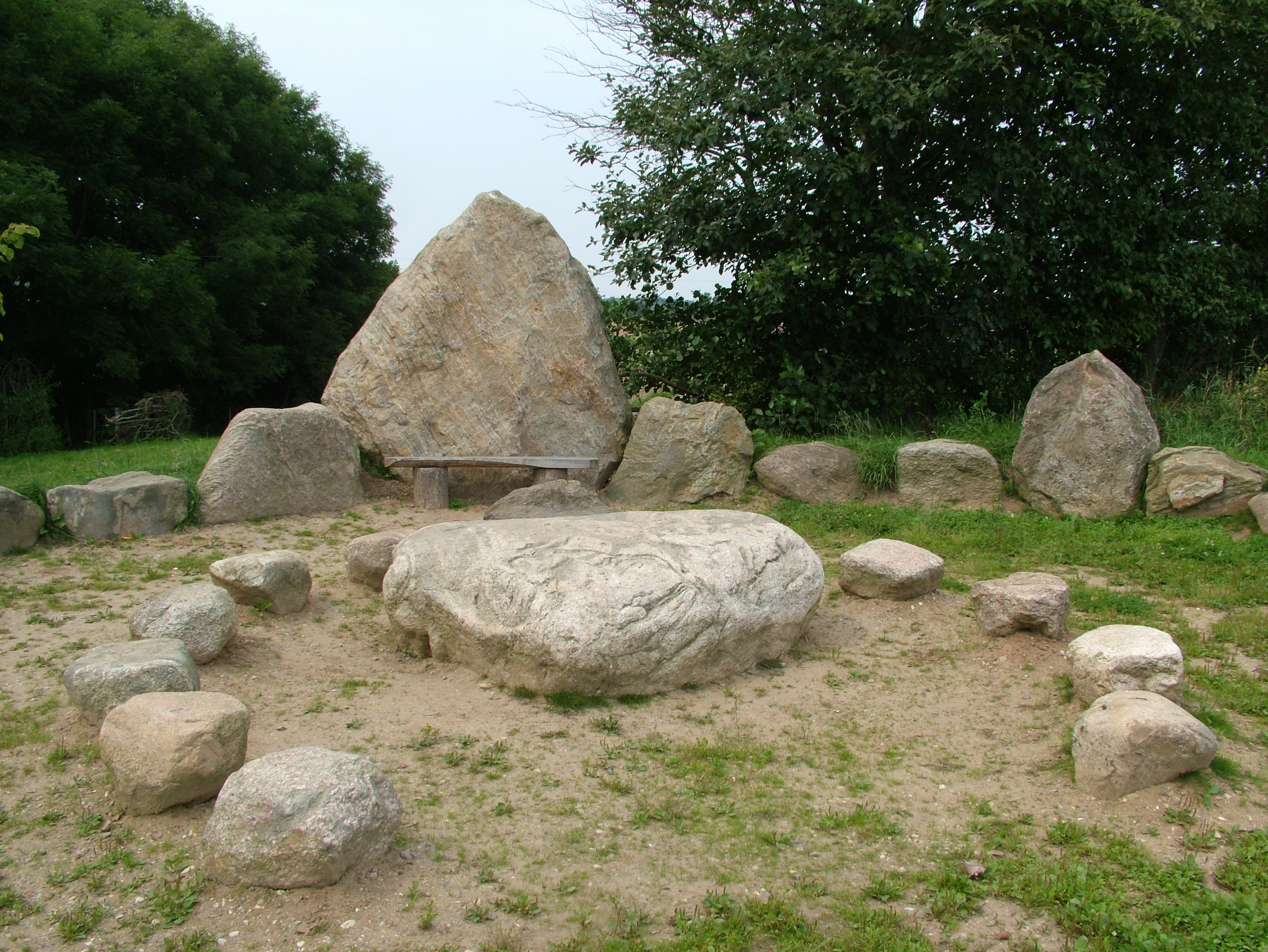
Реконструкция тинга в Штольтебюлле.